# Sundoszczur
Sundoszczur (Sundamys) – rodzaj ssaków z podrodziny myszy (Murinae) w obrębie rodziny myszowatych (Muridae).

## Rozmieszczenie geograficzne
Rodzaj obejmuje gatunki występujące w południowo-wschodniej Azji.

## Morfologia
Długość ciała (bez ogona) 173–299 mm, długość ogona 212–370 mm, długość ucha 20–29 mm, długość tylnej stopy 37–61 mm; masa ciała 155–643 g.

## Systematyka
Rodzaj zdefiniowali w 1983 roku amerykańscy zoolodzy Guy Graham Musser i Cameron Newcomb w artykule zatytułowanym „Malezyjskie myszowe i gigantyczny szczur z Sumatry”, opublikowanym w czasopiśmie Bulletin of the American Museum of Natural History. Gatunkiem typowym jest (oryginalne oznaczenie) sundoszczur orientalny (S. muelleri).

### Etymologia
Sundamys: Archipelag Sundajski (ang. Sunda Islands); μυς mus, μυoς muos ‘mysz’.

### Podział systematyczny
Do rodzaju należą następujące gatunki:
| Grafika | Gatunek              | Autor i rok opisu | Nazwa zwyczajowa       | Podgatunki         | Rozmieszczenie geograficzne | Podstawowe wymiary                        | Status IUCN |
| ------- | -------------------- | ----------------- | ---------------------- | ------------------ | --- | ----------------------------------------- | ----------- |
|         | Sundamys annandalei  | (Bonhote, 1903)   | szczur sundajski       | gatunek monotypowy | Indonezja (wschodnia Sumatra i sąsiadujące wyspy Rupat i Padang), półwyspowa Malezja i Singapur                                        | DC: 17,3–22 cm DO: 22–26 cm MC: 155–231 g | LC          |
|         | Sundamys infraluteus | (O. Thomas, 1888) | sundoszczur górski     | 2 podgatunki       | zachodnia Sumatra i północne Borneo (Indonezja, Malezja i być może Brunei); zakres wysokości: 700–2930 m n.p.m.                        | DC: 23–28 cm DO: 29–34 cm MC: 468–643 g   | LC          |
|         | Sundamys maxi        | (Sody, 1932)      | sundoszczur jawajski   | gatunek monotypowy | endemit Indonezji (zachodnia Jawa); zakres wysokości: 900–1350 m n.p.m.                                                                | DC: 22–27 cm DO: 26–31 cm MC: 521–643 g   | VU          |
|         | Sundamys muelleri    | (Jentink, 1879)   | sundoszczur orientalny | gatunek monotypowy | południowo-zachodnia Mjanma, Półwysep Malajski, Sumatra, Borneo, Palawan i wiele przybrzeżnych wysp; zakres wysokości: 0–1650 m n.p.m. | DC: 18,5–30 cm DO: 21–37 cm MC: 196–292 g | LC          |

Kategorie IUCN:  LC  – gatunek najmniejszej troski,  VU  – gatunek narażony.